# Good Luck, Babe!
〈Good Luck, Babe!〉是美国创作型歌手查普尔·罗恩的一首歌曲，于2024年4月5日通过Amusement唱片和小島唱片作为独立单曲发行。歌曲由罗恩与賈斯汀·特朗特和歌曲的制作人丹·尼格羅共同创作。这首歌曲的曲风是合成器流行、巴洛克流行和新浪潮，其歌词探讨了一段強制異性戀关系，描述了一名试图抑制自己对罗恩和其他女生的情感的同性恋女生。歌曲在发行后获得了乐评的好评，许多乐评将其列为2024年年中和年终最佳歌曲。

## 发行
2024年4月，罗恩在给粉丝传送的电子邮件中表示自己的新歌〈Good Luck, Babe!〉将会在2024年4月5日发行，并写道这首歌的主题与“祝福一个拒绝命运的人好运”相关。她亦表示，歌曲将是继首张录音室专辑《中西部公主的興衰》后“下一章节的第一首歌曲”。2024年4月5日，Amusement唱片和小島唱片通过流媒体和数字下载发行了这首歌曲。歌曲的歌词视频亦同日发行。视频的灵感源于古早时期网络文化影像，有着大面积的Comic Sans字体使用。2024年6月28日，歌曲作为7英寸黑胶唱片限量发行。

## 词曲
〈Good Luck, Babe!〉由罗恩与賈斯汀·特朗特共同创作。罗恩表示她当时“只是想创作一首国歌式的大流行歌”，并表示“创作过程很烦人”歌曲的创作源于2022年11月。在制作《中西部公主的興衰》时，歌曲的雏形名为“Good Luck, Jane!”，包含一段主歌和一段副歌。罗恩和尼格罗录制了歌曲的样本唱片，但尼格罗当时认为歌曲“感觉有点怪怪的”。两人在几个月后重新回顾了歌曲并调整了副歌部分，罗恩使用全声区演唱了部分歌词。尼格罗表示罗恩在“差不多不到两分钟”就写好了歌曲的桥段。
歌曲的歌词探讨了一段強制異性戀关系，其中罗恩描述了一段和一名女性的关系，这名女性拼命去否认她对罗恩和其他女性的感觉。音乐上，〈Good Luck, Babe!〉被描述为一首具有合成器流行、巴洛克流行,和軟式搖滾风格的歌曲，还有着80年代新浪潮音樂的合成器。歌曲以D大調创作，其速度落于117拍每分钟附近。罗恩在歌曲中的演唱介于A3和F♯5。

## 乐评
〈Good Luck, Babe!〉在发行后获得了乐评的好评，许多乐评认为这是罗恩的突破性热单。乐评人称赞了歌曲充分展示了罗恩强大的演唱表现，并认为这象征着她人气的同步攀升。《Exclaim!》的西德妮·布拉西尔（Sydney Brasil）认为，这首歌是她的巴洛克流行流行音乐愿景的“更为成熟的版本，既空灵又令人心碎”。而《告示牌》的斯蒂芬·道（Stephen Daw）写道：歌曲有着“极繁主义的制作——融合了厚重的80年代合成器和多件弦乐编制——为罗恩跳跃的八度音域提供了支持……随着罗恩无可挑剔的演绎中每一个音节都流露出挫败感、挑逗与自信，观众渴望看到这位超级明星更多的非凡艺术性也就不足为奇了。”许多评论者将罗恩与凱特·布希、威猛樂隊和辛蒂·羅波等1980年代的音乐家进行比较。《纽约时报》的沙德·迪苏扎（Shaad D'Souza）则将罗恩的演唱与麗莎·明內利进行比较，认为这首歌突出了她在演绎叙事歌词时的戏剧性元素。
全国公共广播电台的謝爾登·皮爾斯（Sheldon Pearce）将这首歌选为年度最佳流行歌曲时，他写道：“‘You'd have to stop the world just to stop the feeling’（你必须停下这个世界才能停止这种感觉）是如此震撼人心的歌词，感觉像是一记重击。这种直接的情感攻击是你即使是旁观者也无法逃脱的。”影音俱樂部的玛丽·凯特·卡尔（Mary Kate Carr）同样称赞这首歌的词曲创作相较于她的首张专辑有了进步，并且“充满了正义的愤怒”。其他评论家则赞扬了歌曲桥段中的生动叙事；Vulture的傑森·P·法蘭克（Jason P. Frank）称赞了歌曲是对当下艺术家省略桥段以缩短歌曲的趋势的有力反驳。Pitchfork将其列为2020年代前半段的最佳歌曲之一。
| 出版物           | 榜单                   | 排行 | 来源   |
| ---------------- | ---------------------- | ---- | ------ |
| 《告示牌》       | 2024年50佳歌曲（至今） | 3    | [ 22 ] |
| 《后果》         | 2024年百佳歌曲（至今） | 7    | [ 31 ] |
| 《洛杉磯時報》   | 2024年24佳歌曲（至今） | N/A  | [ 32 ] |
| 《纽约时报》     | 2024年40佳歌曲（至今） | N/A  | [ 33 ] |
| 《滾石》         | 2024年最佳歌曲（至今） | N/A  | [ 23 ] |
| 全国公共广播电台 | 2024年最佳歌曲（至今） | N/A  | [ 26 ] |
| 《影音俱樂部》   | 2024年25佳歌曲（至今） | N/A  | [ 27 ] |

| 出版物         | 榜单           | 排行 | 来源   |
| -------------- | -------------- | ---- | ------ |
| 《新音乐快递》 | 2024年50佳歌曲 | 1    | [ 34 ] |
| 《衛報》       | 2024年20佳歌曲 | 1    | [ 35 ] |
| 《滾石》       | 2024年百佳歌曲 | 1    | [ 36 ] |
| 《獨立報》     | 2024年20佳歌曲 | 2    | [ 37 ] |
| 《告示牌》     | 2024年百佳歌曲 | 2    | [ 38 ] |
| 《商业内幕》   | 2024年最佳歌曲 | 2    | [ 39 ] |
| 《Pitchfork》  | 2024年百佳歌曲 | 3    | [ 40 ] |
| 《Exclaim!》   | 2024年20佳歌曲 | 4    | [ 41 ] |
| Stereogum      | 2024年50佳歌曲 | 5    | [ 42 ] |
| 《纽约时报》   | 2024年最佳歌曲 | 9    | [ 43 ] |
| 《ELLE》       | 2024年最佳新歌 | N/A  | [ 44 ] |
| 美联社         | 2024年最佳歌曲 | N/A  | [ 45 ] |
| 《UPROXX》     | 2024年最佳歌曲 | N/A  | [ 46 ] |

| 出版物    | 榜单                     | 排行 | 来源   |
| --------- | ------------------------ | ---- | ------ |
| Pitchfork | 2020年代百佳歌曲（至今） | 42   | [ 47 ] |